# ハルディア
ハルディア（英語: Haldia、ベンガル語: হলদিয়া）はインド・西ベンガル州にある都市である。ハルディアは西ベンガル州の州都コルカタから南西に約50km、ガンジス川の支流の1つ、フーグリー川の沿岸に位置する。2011年時点の人口は200,762人である。

## 概要
ハルディアはコルカタの主要貿易港として発展しており、主にばら積みの貨物船による貿易港となっている。
ハルディアには複数の企業の工場が設置されており、例として南アジア石油化学、インド石油公社（IOCL）、エクサイド・インダストリーズ、ショー・ウォレス、タタ・ケミカル、ハルディア石油化学、ヒンドゥスタン・ユニリーバなどが工場を置いており、加えて様々な軽工業の工場がハルディアに設置されている。ハルディア港は三菱化学 (MCC)のような石油化学関連の主要国際企業にとって魅力的である。三菱化学は2番目に大きいテレフタル酸生産工場をハルディアに置いている。ハルディアで工場稼働開始を予定している企業も多く、かつてはハルディア石油化学の子会社であったインド浚渫会社 (DCI)もまたそのような企業の1つである。
ハルディア石油化学はインドの化学系企業の間では2番目に規模の大きいプロジェクトとなっている。
ハルディアのガンジス川の支流ハルディ川によりその境界が定められている。
ハルディアの河岸は地元住民の憩いの場として人気があり、夕方になると河岸で散歩をしている住民を多数見かけることができる。双胴船は以前コルカタからハルディアまで運行を行なっていたが、運賃の値上がりとそれに伴う乗客数の大幅な低下により現在は運行を休止している。
ハルディアはインド沿岸警備隊の基地が有り、インド沿岸警備隊が所有する6つのホバークラフトのうち2つが置かれたホバーポートとなっている。この港はインド国内でも有数の港となっている。

## 地理
ハルディアは北緯22度02分 東経88度04分 / 北緯22.03度 東経88.06度の地点に位置し、海抜は8mである。

## 人口
2011年の人口統計によると、ハルディアの人口は200,762人であり、この内104,852人が男性、95,910人が女性である。0～6歳の人口は21,122人である。7歳以上の識字率は89.06％である。
2001年時点の人口統計によると、ハルディアの人口は170,695人であった。この内男性は53%、女性は47％である。 また、6歳以下の人口は全体の13%を占める。

## 気候
ハルディアは典型的な温暖気候であり、冬季の気温は最低気温7度から最高気温22度であるが、冬季は肌寒い。夏季は非常に気温が高く、湿度も高い。一年で一番気温が高くなる5月の平均気温は24度～39度である。降水量はモンスーンの時期には極めて多く、雨季は5月から9月まで続く。

## 交通
ハルディアはコルカタとバス、電車の両方で接続している。近年、エアコンが備え付けられた新型のバスが導入されるようになり、コルカタまでの所要時間も3時間以下にまで短縮された。ハルディア市内の交通手段としては自動車、バイクの他、特に自転車の利用が多い。地方の公共交通機関は午前6時から午後8時30分まで運行されている。民間会社により運行されているジープはハルディア市内及び付近の自治体における主要交通手段である。ジープは10人乗りであるが、実際には1回に約40+2人（屋根の上とサイドスタンドに乗る人を含む）を運ぶことが多い。バンとバスも利用可能であるが利用頻度は低い。
道路
1.  公共交通機関 (市内のA.C.バス) 所要時間：2.5～3時間、距離：122km
コルカタ発車時刻：07:00、16:45 電話番号 (KOL)：9331815444、9231553659、9331119797
ハルディア発車時刻：07:00、16:45 電話番号 (HAL)：03224-641839、9474973479、9774000949
運賃：140.00ルピー（最新の運賃に関しては公式サイト等を参照のこと。）

2. コルカタ - Amtala - Roychak - Kukrahati - ハルディア 所要時間：3.5時間、距離：85km
コルカタ - Roychak : バスNo - RT210、頻度：15～30分おき、所要時間：2時間、運賃：32.00ルピー
Roychak - Kukrahati : ハルディア市営水上ジェット船、発車時刻：15～30分おき、所要時間：15分、運賃：10ルピー
Kukrahati - ハルディア：民間バス、ミニバス、市バス、発車時刻：15～30分おき、所要時間：40分～1時間、運賃：18.00ルピー、（Kukrahati-Balughata-ハルディア）：ミニバス、頻度：10～25分おき、所要時間：35～45分、運賃：14.00ルピー
電車
1. ハウラー - Mecheda - ハルディア 所要時間：3.5時間、距離：135km
ハウラー - Mechada : Mecheda、Panskura、Kharagpur、Medinipur地方列車、運賃：約13.00ルピー
Mecheda - ハルディア：民間バス、国営バス、市営バス、所要時間：最大1.5時間、頻度：15～30分おき、運賃：約25.00ルピー
Mecheda - ハルディア (Tamluk経由)：民間バス、国営バス、市営バス、所要時間：2.5時間、頻度：10～15分おき、運賃：約35.00ルピー
2. ハウラー - ハルディア
ハーウラー - ハルディア：ハルディア地方列車、所要時間：3時間20分、頻度：朝（6:10）と夕方（17:20）、運賃：約21.00ルピー、ハルディア-Panskura地方列車 (9:55) 運賃：11.00ルピー
3. シールダー - ダイヤモンド・ハーバー-Kukrahati-ハルディア：ダイヤモンド・ハーバー (運賃：14ルピー)→ 船 (運賃：11ルピー)→バス (運賃：10～14ルピー) 合計所要時間：最大3時間45分

## 教育
ハルディア市内で最も大規模な学校は聖ハビエル高校 (WBBSE)であるが、聖ハビエル高校は2013年より複数の高校を統合して設立されるCBSEの附属高校となる予定である。
ハルディアにはハルディア技術研究所、ハルディア行政科大学、ハルディア法科大学、ハルディア医療補助大学、 地球科学技術研究所、ハルディア歯学研究所、ICARE医学研究所、ハルディア海洋学研究所、旅館経営行政研究所などを含む多くのカレッジがある。
750床のベッドとエアコンを完備する「Dr B C ROY病院」は現在も拡張の最中である。もともとは100床のベッドを持つ病院として設立された病院で、 医科大学としての機能を備えるにあたり500床のベッドを備えるよう改修工事が行われる予定で、インド医学評議会による最終認可を待つ状態となっている。
ハルディアにはインド政府の化学肥料庁により設立されたCIPETという研究所もある。CIPETという名称はプラスティック工業技術中央研究所の略称であり、プラスティック加工、テスト、金型製作、工具室などを含むプラスティック・ポリマー産業における需要から設立された。CIPETには短期と長期の二種類のコースがあるほか異なる産業分野の観点によるオリエンテーションも行われる。

## スポーツ
街には多くの空き地が有り、住民がスポーツ活動を行なっている姿を多く見かけることができる。ハルディア市内で人気のあるスポーツは主にサッカーとクリケットである。学校には非常に広い運動場があり、週末などの休日には成年、少年などによる試合が行われている。ハルディアにはエデン・ガーデンにつぐ、ベンガルで二番目位に大きい国際クリケットスタジアムが設立される予定である。また、IFA (インドサッカー協会、ベンガルのサッカー協会）とTFA (タタ・フットボール・アカデミー)という2つの大きなサッカー組織により、ハルディアのサッカー発展事業が行われている。
「ハルディア国際スポーツシティ」と呼ばれる新たなプロジェクトが進行中である。このようなスポーツによる街作りの計画はインドで初の試みである。スレイ・キャピタルの関連企業であるShristi Infrastructure開発会社がこの計画の開発を担当している。計画は5年以内に達成されることが目標とされている。
Dalimbachak Vidyasagar Smriti Sanghaはハルディアでも有名なクラブの1つである。このクラブは1993年にSachinandan Sandhyakiにより設立された。当時のクラブの秘書はPranabananda Sandhyaki、クラブ会長はSk. Osman Aliであった。

## 区画
ハルディアの市内は24以上の地区に分かれており、これらの地区のほとんどにPSUを主とする異なる企業の従業員のための施設がある。これらの地区はガンジス川とハルディ川の合流点付近に位置し、市場、学校などが完備されている。
ハルディア市の中心街にはショッピングモールやエンターテイメント・ゾーンが展開されており、IT経済特区の建設も検討されている。
Casurinaの沿岸はピクニックの場所として人気があり、冬季、特にクリスマスや元旦には多くの住民が訪れる場所となっている。
ハルディアにはインド沿岸警備隊の東部地域本部がある。

## DurgachakとManjushree
Durgachakはハルディアの中心部に位置する。ビジネスマンやその家族がこの地区に居住している。学校、買い物用の店、オフィス、銀行、市庁舎、ホテルなどの施設がこの地区にある。Manjushreeもまたハルディアの中心部に位置する。Manjushreeはハルディアの経済的な中心地となっており、地区名は映画館の名称から採られている。
Durgachakで特筆すべき場所としてはハルディア高校（H.S.）、CPT市場、スーパーマーケット、新市場、Manjushreeなどがあげられる。大規模なバザールはManjushreeのAkash Gangaモールに位置する。この他、manjushreeには電話会社、S.D.Oオフィス、多くの学校、ユースコンピュータ訓練センター、国立病院、老人ホーム、ホテル、ロッジ、大規模なmanjushree市場、TATA AIA、HDFC Life、Birla sun life、SBI lifeのような保険会社などがある。

## Brajanathchak
Brajanathchak（Jibananda Das Nagarとも呼ばれる）はハルディア都市圏付近に建設された計画居住地区である。地区構想はハルディア市開発局により地元住民に発表された。この地域は公共住宅を建設することを目的として設置されており、新たに建設されたハルディア-Balughataバイパスへの接続が良い。ハルディアのバス停車場はBrajalalchakから歩いていける距離にある。

## Brajalalchak
Brajalalchak地区はハルディア-Balughataバイパスとナショナル・ハイウェイNH-41の分岐点に位置する。地区面積は小さく、ここから道路が川に沿って伸びている。Brajalalchakはハルディア市内最古の地区である。

### Sataku
ハルディアの日本人コミュニティは主に現地駐在のエンジニアとその家族により構成されており、主に市内にある三菱化学（MCC）のPTA（精製テレフタル酸）工場に勤務している。日本人が多く住むことで形成されているこの小規模コミュニティはSataku（日本人街）と呼ばれている。Satakuには多くの日本料理店やコミュニティ向けの新聞が発行されている。また、コミュニティ内にある映画館では日本映画も上映されている。ハルディアはインド国内唯一の日本人街となっている。
PTA工場による委託業務とその拡大により多くの日本人会社役員が派遣されることとなっている。そのうち少数は日本へと帰国するものの、多くは日本から遠く離れたハルディアの街に昔懐かしい趣に郷愁を感じて再度ハルディアへと戻ってくることを選んだ。西ベンガル州の新しい産業地帯となっているハルディアはその街の拡大により、さらに多くの日本人が居住するようになっている。しかし、現在ハルディアには日本人学校や日本語の通じる病院はなく、まだ単身赴任が圧倒的に多い状況にある。